# UK Decay

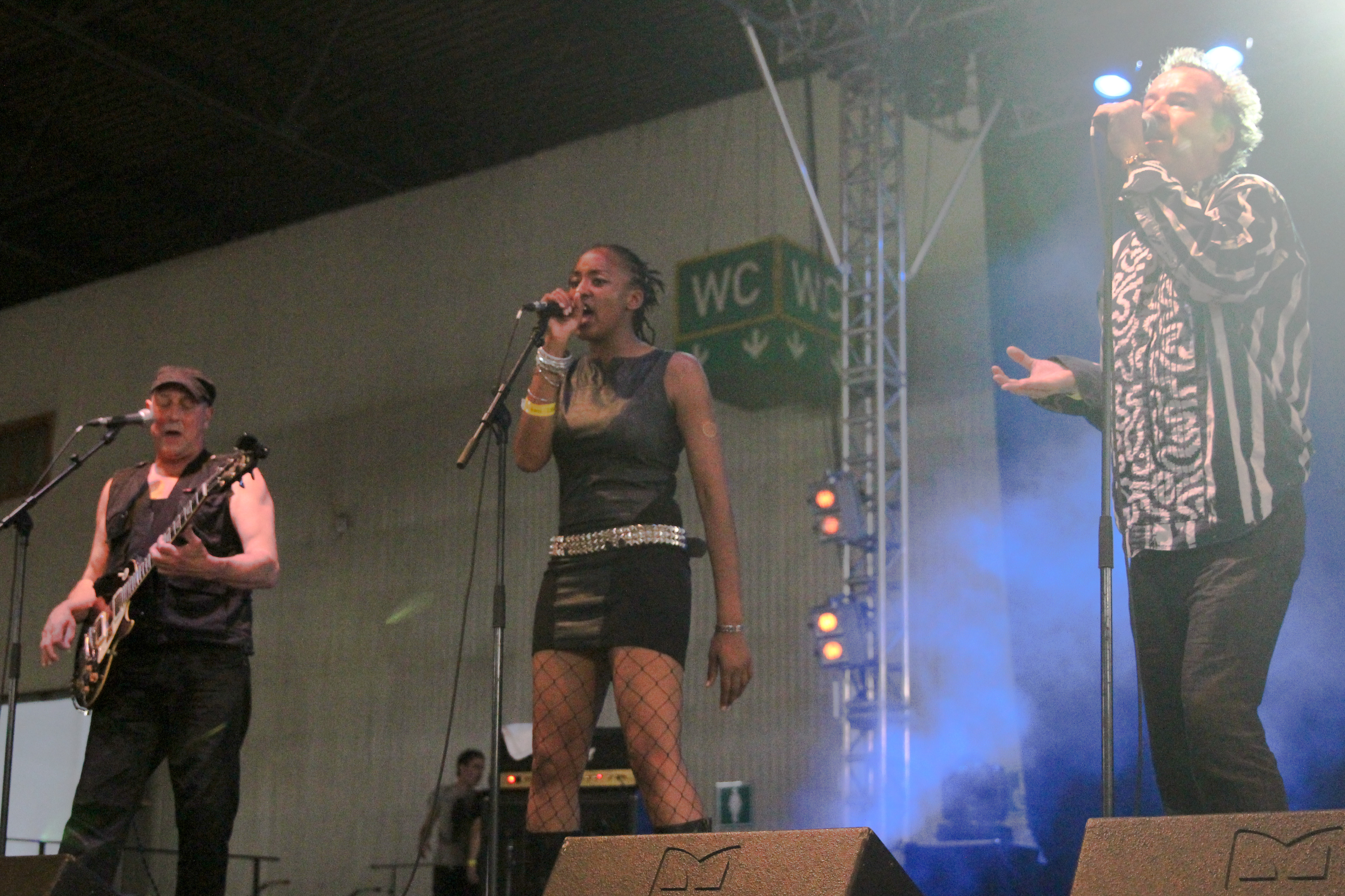
Wave-Gotik-Treffen 2014

Gli UK Decay erano un gruppo musicale formatosi a Luton (Inghilterra) nel 1979.

## Storia
Nati dalle ceneri del gruppo punk The Resistors, comprevano alla voce Paul Wilson, alla chitarra Steven Abbot, alla batteria Steve Harle e al basso Martin "Segovia" Smith. Dopo l'abbandono di Wilson nell'estate del '79, assunsero il nome di UK Decay e pubblicarono uno "Split Single" (ossia un 45 giri diviso fra 2 gruppi) con un altro gruppo punk locale, gli Pneumania, per l'etichetta autoprodotta Plastic Records. Il singolo ebbe un successo inaspettato, anche grazie a una recensione del New Musical Express (nella quale vennero descritti come i due peggiori gruppi punk di tutti i tempi). La band (che nel frattempo aveva creato una propria fanzine e un negozio d'abbigliamento, oltre all'etichetta) convinse il chitarrista degli Pneumania, Steve Spon, a unirsi al gruppo, consentendo a Steven Abbot (che assunse il soprannome "Abbo" per distinguersi dagli altri membri omonimi) di dedicarsi solo al canto.
All'inizio del 1980 la band pubblicò l'EP Black Cat, e nello stesso anno si esibirono per la prima volta a Northampton con gli allora emergenti Bauhaus (i quali secondo alcuni furono molto influenzati dagli UK Decay). Seguì il singolo "For My Country" (per la Fresh Records) a partire dal quale, oltre all'energia punk degli inizi e alle tematiche politiche (il gruppo era schierato nell'estrema sinistra) cominciarono a emergere sonorità cupe ed oscure. Successivamente vi fu una tournée britannica con il noto gruppo punk statunitense dei Dead Kennedys e vennero anche ospitati dal noto DJ John Peel.
Nel 1981 fu la volta dei singoli "Unexpected Guest" e "Sexual" (che raggiunsero la posizione n° 4 nelle classifiche indie) e la stampa musicale iniziò già a definire il gruppo come "gothic" (termine usato anche da Abbo stesso); sul primo singolo venne stampato un ironico epitaffio al bassista Segovia (che si era semplicemente sposato lasciando la band). Fu così inizialmente assoldato Lorraine "Lol" Turvey dai The Statics per le varie tournée in Nord Europa e Nord America, in seguito Creetin Kaos (membro degli americani Social Unrest) con cui il gruppo iniziò a incidere il primo LP. Quando anche lui uscì a metà delle registrazioni, fu rimpiazzato da Eddie "Dutch" Branch (detto Twiggy), giusto in tempo per finire l'album. For Madmen Only, uscito nell'ottobre '81, rese gli UK Decay (coi contemporanei Theatre of Hate) i fondatori del "positive punk", sottogenere del gothic rock che mescolava atmosfere teatrali e liriche, ritmiche complesse e tribali e anche impegno politico; l'album ottenne un successo poco più che discreto, ma sufficiente a cementare un nutrito seguito di fan e di gruppi ispirati.

Nell'agosto 1982, in seguito al fallimento della Fresh Records, uscì l'EP Rising From the Dread per la Corpus Christi, etichetta del gruppo punk dei Crass, mentre era nata l'etichetta autoprodotta UK Decay Records. Il 31 dicembre di quell'anno però il gruppo, sfiancato dalle tournée, si sciolse tenendo un ultimo concerto al Klub Foot di Londra, dal quale fu tratto l'unico live A Night for Celebration che uscì all'inizio del 1983. Il riconoscimento ufficiale della critica alla band arriverà solo anni più tardi, mentre i gruppi da loro influenzati, come Southern Death Cult e Sex Gang Children, iniziarono proprio nell'83 a riscuotere un immediato successo.
Dopo lo scioglimento il chitarrista Steve Spon, con due componenti della disciolta band minore Ritual, formò gli In Excelsis (che pubblicarono 3 EP e l'album/compilation postumo Prey nel 1985).

Il resto del gruppo (Abbo, Branch e Harle) registrò nel 1983 due brani separati per le due compilation The Whip (con il nome "Slave-Drive") e Batcave (con il nome "Meat of Youth"). Sempre nell'83, con l'ingresso del chitarrista Albie De Luca (ex-Gene Loves Jezebel), il gruppo assunse il nome di Furyo e nel 1984 pubblicò i due EP Furyo e Furioso, caratterizzati da un post-punk/goth rock con influenze folk ed epiche. I Furyo si sciolsero all'inizio del 1985, prima della pubblicazione del loro primo LP (diffuso in pochissime copie come bootleg e tuttora inedito). Il bassista Branch si unì alla band di Peter Murphy e Abbo iniziò una carriere di produttore; Steve Harle è scomparso in India nel 1995.
Nel 2007 sono stati pubblicati su CD la compilation Death, So Fatal (disponibile anche sul sito ufficiale) e i due EP dei Furyo. Nel 2008 la band si è riformata per alcuni concerti nella natia Luton e terrà una performance al Drop Dead Festival a ottobre.
Nel 2009 la band farà un tour in Italia!

## Formazione
- Steven Abbot (Abbo) - voce
- Steve Spon - chitarra
- Eddie Branch - basso
- Steve Harle - batteria

## Discografia

### Album
- 1981 - For Madmen Only

### Live
- 1983 - A Night for Celebration
- 2005 - Nights for Celebration

### Compilation
- 2006 - Death, So Fatal (disponibile sul sito web)

### Singoli
- 1979 - The Split Single
- 1980 - The Black 45 EP
- 1980 - For My Country
- 1981 - Unexpected Guest
- 1981 - Sexual
- 1982 - Rising from the Dread EP